# 레지오젯
레지오젯(RegioJet)은 체코의 민간 여객 철도 및 버스 운송 회사다. 체코 사업가 라딤 얀추라가 소유한 스튜던트 에이전시가 유일한 소유주다. 브라티슬라바에 등록 사무소가 있는 같은 이름의 자매 회사는 슬로바키아에서 여객 철도 및 버스 운송을 운영하고 있다.
이 회사는 체코, 슬로바키아 및 유럽 전역의 90개 도시로 가는 버스 노선을 운영하고, 체코, 슬로바키아 및 빈 등 다른 유럽 도시로 가는 철도 노선을 운영하고 있다.

## 역사
이 회사는 2004년에 스튜던트 에이전시라는 브랜드로 정기 버스 운송을 시작했으며, 1996년부터 국제 버스 운송을 운행했다.
2006년 2월 24일, 스튜던트 에이전시는 2005년 TTG 트래블 어워즈에서 "체코 공화국 최고의 항공(IATA) 여행사"와 "최고의 버스 운송업체"로 선정되었다. 같은 해, CEO 라딤 얀추라는 3년 이내에 스튜던트 에이전시의 버스 운송을 확장하고 철도 서비스 제공업체가 되겠다는 의사를 밝혔다.
레지오젯이라는 회사는 2009년 3월 20일에 기업 등록부에 "무역 허가법의 첨부 1~3에 명시되지 않은 생산, 사업 및 서비스"라는 기업 주제로 등록되었고, 2009년 10월 6일에 "철도 및 철도 운송 운영자"라는 활동 주제로 등록되었다. 브라티슬라바에 등록 사무소가 있는 같은 이름의 자매 회사는 2010년에 설립되었으며 현재 슬로바키아에서 철도 및 버스 운송을 운영하고 있다.
레지오젯 브랜드로 운행되는 임시 공공 철도 운송은 2010년 4월 24일에 처음 운행되었다. 정기 여객 운송의 첫 번째 철도 노선 운행은 2011년 9월 26일에 시작되었다.
2016년에 여전히 스튜던트 에이전시 브랜드로 운영되던 버스 운송이 처음으로 레지오젯 브랜드로 통합되었다. 원래 철도 운송에만 사용되던 레지오젯 마케팅 브랜드로 버스 운송을 포함하기로 한 결정은 모든 운송 활동을 하나의 브랜드로 통합하려는 회사의 방침과 특히 외국인들의 명칭에 대한 이해 부족으로 인한 것이다. 스튜던트 에이전시라는 이름이 운송 회사로서는 이해하기 어렵고 비실용적으로 보였기 때문이다. 슬로바키아 회사 레지오젯은 2015년 2월부터 레지오젯 브랜드로 버스 운송을 운영하기 시작했다.